# Roraimaboomloper
De Roraimaboomloper (Roraimia adusta) is een zangvogel uit de familie Furnariidae (ovenvogels).

## Verspreiding en leefgebied
Deze soort komt voor op de tepuis van Venezuela en omliggende landen en telt vier ondersoorten:
- R. a. obscurodorsalis: zuidoostelijk Venezuela.
- R. a. mayri: zuidelijk Bolívar (zuidoostelijk Venezuela).
- R. a. duidae: het Amazonebekken van zuidelijk Venezuela.
- R. a. adusta: oostelijk Venezuela, westelijk Guyana en het uiterste noorden van Brazilië.

## Status
De grootte van de populatie is niet gekwantificeerd maar de soort wordt omschreven als schaars. Op de Rode lijst van de IUCN heeft deze soort de status niet bedreigd.